# Overlord (película)
Overlord es una película estadounidense de terror y acción de 2018, dirigida por Julius Avery y escrita por Billy Ray y Mark L. Smith. La cinta está protagonizada por Jovan Adepo, Wyatt Russell, Mathilde Ollivier, John Magaro, Iain De Caestecker, Gianny Taufer, Pilou Asbæk y Bokeem Woodbine. J. J. Abrams ocupó el rol de productor junto a Lindsey Weber a través de su compañía Bad Robot Productions.
Overlord se estrenó en Estados Unidos el 9 de noviembre de 2018 a través de Paramount Pictures.

## Argumento
En la víspera del Día D, operación cuyo nombre clave era Operación Overlord, un escuadrón de paracaidistas, la mayoría de ellos en una unidad integrada, es enviado para destruir una torre de radio alemana en una antigua iglesia. Su avión es derribado y se estrella, y la mayor parte del escuadrón, incluido el líder del escuadrón, el sargento Rensin, mueren, en el accidente o por los soldados nazis y las minas terrestres. Quedan cuatro supervivientes: el cabo Ford, el segundo al mando, los soldados de primera, Boyce y Tibbet, y el soldado Chase.
El equipo continúa adelante y conoce a Chloe, una joven del pueblo donde se encuentra la iglesia. Les deja refugiarse en su casa. Chloe vive con su hermano Paul, de 8 años, y su tía, que ha sido desfigurada por los experimentos nazis que tienen lugar en la iglesia. Después de que Tibbet y Chase parten para comprobar el lugar de encuentro programado, una patrulla nazi dirigida por el Hauptsturmführer Wafner de la SS visita a Chloe. Wafner despide a sus hombres y procede a obligar a Chloe a tener relaciones sexuales, amenazando con enviar a su hermano a la iglesia para que lo "arreglen". Boyce, siendo un soldado idealista y exparacaidista de la 555ª unidad de paracaidistas “Las Triple Nickels”, no puede ignorar esto e interrumpe al oficial nazi. Ford se ve obligado a seguir su ejemplo y contener a Wafner.
Al intentar llegar al punto de encuentro para buscar a Tibbet y Chase, Boyce presencia a los nazis quemando a los desfigurados residentes del pueblo. Es perseguido por un perro y se ve obligado a esconderse en un camión que transporta cadáveres dentro de la iglesia. Boyce sale a escondidas del camión y descubre una base subterránea que alberga no solo un quirófano de radio, sino también un laboratorio donde los alemanes realizan varios experimentos con los aldeanos que involucran un suero misterioso y un gran pozo lleno de alquitrán negro. Boyce toma una jeringa que contiene el suero y rescata a Rosenfeld, otro miembro del escuadrón de paracaidistas que fue capturado vivo. Escapan por las alcantarillas de la base.
Cuando Boyce y Rosenfeld regresan a la casa de Chloe, Tibbet y Chase ya han regresado. Wafner se niega a explicar qué hace el suero, incluso cuando Ford lo tortura. Mientras el escuadrón se prepara para atacar la iglesia, Wafner intenta escapar y dispara fatalmente a Chase. Boyce, habiendo visto a un hombre muerto supuestamente resucitado por el suero en el laboratorio, inyecta a Chase con la jeringa. Chase resucita, pero pronto muta y se vuelve violento. Se produce una pelea que termina con Boyce golpeando a Chase hasta la muerte. Llega una patrulla que responde a la carnicería, y estalla un tiroteo donde la patrulla muere y Ford vuela la mitad de la cara de Wafner. Wafner escapa con Paul como rehén y, de regreso al laboratorio, se inyecta dos dosis del suero.
Boyce propone infiltrarse en la base y destruir la torre desde el interior, lo que también destruiría el laboratorio. Los otros soldados lo apoyan y Ford acepta de mala gana. Al separarse, Rosenfeld y Tibbet lanzan un asalto frontal como distracción, mientras Ford, Boyce y Chloe entran a la base por las alcantarillas. Boyce y Ford colocan los explosivos mientras Chloe busca a Paul. Chloe encuentra a Paul, lo envía de regreso a la aldea y mata con éxito a un sujeto de prueba mutado que la acorrala. Ella regresa al pueblo donde Tibbet y Rosenfeld son perseguidos por los defensores de la base. Tibbet es herido mientras protege a Paul de los disparos, mientras que Chloe mata a los alemanes restantes y trata las heridas de Tibbet.
Wafner, ahora mutado y con una fuerza y resistencia sobrehumanas, domina a Ford y lo empala en un gancho de carne. Wafner revela que el suero se hizo utilizando los cuerpos de los aldeanos para destilar el antiguo poder del alquitrán negro, que había estado corriendo bajo la aldea durante siglos. El objetivo era crear soldados inmortales e invencibles para servir al Reich. Mientras Boyce distrae a Wafner, Ford saca el anzuelo y se inyecta el suero para curar sus heridas. Mantiene a Wafner el tiempo suficiente para que Boyce active un tanque de oxígeno, lo que envía a Wafner al pozo de alquitrán. Cuando comienza a mutar, Ford le ordena a Boyce que lo deje atrás y detone los explosivos, creyendo que ninguna de las partes debería poseer el suero. Boyce obedece y escapa por poco cuando la iglesia y la torre de radio colapsan detrás de él, matando a Ford, Wafner y los sujetos de prueba. Se une a los demás cuando una radio anuncia que la invasión del Día D concluyó con una victoria para los Aliados.
En su informe, Boyce le da crédito a Ford por la decisión de colocar las bombas dentro de la iglesia. El oficial al mando interroga a Boyce sobre los rumores de un laboratorio subterráneo debajo de la iglesia. Boyce, compartiendo la opinión de Ford, niega haber visto algo que valga la pena desenterrar. El oficial aparentemente acepta su historia y le informa que serán reasignados a la Compañía C mientras continúa la guerra.

## Elenco y personajes
- Jovan Adepo como el soldado de primera clase Edward Boyce, un paracaidista que descubre los experimentos nazis debajo de la iglesia y la torre de radio.
- Wyatt Russell como el cabo Lewis Ford, un paracaidista y experto en explosivos que está vehementemente en contra de la misión de destruir la torre de radio.
- Mathilde Ollivier como Chloe Laurent, la hermana de Paul y una civil francesa que ayuda a los paracaidistas varados.
- Pilou Asbæk como el Capitán Wagner, un capitán de la SS Hauptsturmführer.
- John Magaro como el soldado de primera clase Lyle Tibbet, un paracaidista y francotirador.
- Iain De Caestecker como el soldado Morton Chase, paracaidista y fotógrafo.
- Jacob Anderson como el soldado de primera clase Charlie Dawson, un paracaidista.
- Dominic Applewhite como el soldado de primera clase Jacob Rosenfeld, un paracaidista.
- Gianny Taufer como Paul Laurent, el hermano menor de Chloe.
- Bokeem Woodbine como el sargento Rensin.
- Erich Reedman como el Dr. Schmidt, jefe de experimentación con civiles franceses y soldados alemanes muertos.
- Mark Mackenna como soldado de primera clase Murphy.

## Producción
La historia inicial de la película fue concebida por J.J. Abrams y el guionista Billy Ray con Ray haciéndose cargo del guion. Paramount Pictures adquirió la película en 2007, mientras que Mark L. Smith fue contratado para pulir el guion. El 1 de febrero de 2017, Bad Robot Productions y Paramount Pictures anunciaron que Julius Avery dirigiría Overlord, una película sobrenatural ambientada en la Segunda Guerra Mundial. El 17 de mayo de 2017 se anunció que Wyatt Russell, Jovan Adepo, Jacob Anderson, Dominic Applewhite, Pilou Asbæk, Iain De Caestecker, John Magaro, Mathilde Ollivier y Bokeem Woodbine protagonizarían la película. La película fue reportada inicialmente como la cuarta entrega de la saga de películas Cloverfield, aunque Abrams anunció que finalmente sería una película aparte de aquel universo en la convención CinemaCon, el 25 de abril de 2018.

### Rodaje
El rodaje principal  de la película comenzó en mayo de 2017 y finalizó en enero de 2018

## Lanzamiento
Overlord originalmente estaba programada para ser estrenada el 26 de octubre de 2018. Sin embargo, en julio de 2018, la película fue retrasada hasta el 9 de noviembre de 2018.
Después de estrenar algunas imágenes en la CinemaCon en abril de 2018, el primer tráiler fue lanzado el 18 de julio de 2018. La película se estrenó en el Fantastic Fest el 22 de septiembre de 2018.
En Estados Unidos y Canadá, Overlord fue estrenada junto con The Girl in the Spider's Web y The Grinch, y se proyectó que recaudaría entre 8 y 13 millones de dólares en 2.859 cines en su primer fin de semana. Hizo $3 millones en su primer día, incluyendo $900.000 de las previsualizaciones del jueves por la noche.

## Recepción
En el sitio web especializado Rotten Tomatoes, la película posee un índice de aprobación de 80% basado en 93 reseñas, con una calificación promedio de 6.5/10. El consenso crítico del sitio web dice: «Parte drama de guerra revisionista, parte thriller de zombies y parte del género de 'gorefest', Overlord ofrece diversión de nivel A para los fanáticos de las películas B de persuasiones múltiples». En el sitio web Metacritic, la película tiene un puntaje promedio ponderado de 58 sobre 100, basado en 25 críticas, lo que indica «críticas mixtas». Las audiencias encuestadas por CinemaScore otorgaron a la película un promedio de «B» en una escala de A+ a F, mientras que PostTrak informó que los espectadores dieron a la cinta tres de cinco estrellas.